# Raymond Bernard (regisseur)
Raymond Bernard (Parijs, 10 oktober 1891 - Parijs, 11 december 1977) was een Frans filmregisseur en scenarioschrijver.

## Leven en werk

### Eerste toneel- en filmjaren
Bernard voelde zich al vroeg aangetrokken tot het theater. Hij debuteerde als toneelacteur in stukken van zijn vader, de schrijver en humorist  Tristan Bernard. Zo verscheen hij in 1913 in Jeanne Doré (1913) naast Sarah Bernhardt. In 1916 werd het stuk verfilmd in dezelfde rolbezetting. 
Bernard ontwikkelde zich verder als acteur en assistent onder de hoede van zijn vader. Die tekende in 1917 voor het scenario van Le Ravin sans fond, de eerste film die Raymond Bernard (samen met Jacques Feyder) regisseerde. Vervolgens verfilmde hij komedies van zijn vader (zoals de komedie Le Petit Café, een van de laatste films van Max Linder, Triplepatte en Le Costaud des Épinettes) die er dikwijls ook het scenario van verzorgde. 

### Twee hoogtepunten uit zijn stomme filmperiode
Bernard kwam los van de invloed van zijn vader door zich te richten op historisch getinte films. Zijn twee bekendste stomme films, Le Miracle des loups (1924) en Le Joueur d'échecs (1927), waren daarvan prominente voorbeelden. Het waren verfilmingen van romans van schrijver en journalist Henry Dupuy-Mazuel. De historische avonturenfilm Le Miracle des loups liet zien hoe de gewiekste Lodewijk XI van Frankrijk (belichaamd door Charles Dullin), de grondslag legde voor de Franse eenheidsstaat en constant zijn rijk uitbreidde ten nadele van de Boergondische hertogen. Het in Polen opgenomen historisch drama Le Joueur d'échecs, opnieuw met Charles Dullin en met Pierre Blanchar in de hoofdrollen, bracht de onafhankelijkheidsstrijd van Polen tegen het autoritair bewind van Catharina de Grote in beeld. In 1930 volgde Tarakanova, een derde historische film die eveneens gesitueerd was in de 18e eeuw van Catharina de Grote. 
Hij mocht rekenen op het talent van decorateur Robert Mallet-Stevens om zes van zijn stomme films vorm te geven.

### Jaren dertig: topperiode
Tijdens zijn topperiode, de drukke jaren dertig, boekte Bernard twee belangrijke successen. De eerste was de pacifistische oorlogsfilm Les Croix de bois (1932) die de verschrikkingen van de loopgravenoorlog indringend toonde.
Het bijna 5 uren durend drieledig dramatisch fresco Les Misérables (1934) was zijn grootste commercieel succes. Bernard wist Harry Baur, Charles Vanel en Charles Dullin, drie monstres sacrés van de Franse film, aan te trekken voor de drie mannelijke hoofdrollen van Victor Hugo's gelijknamig sociaal-historisch epos. Dankzij de enorme bijval kon hij samenwerken met andere grootheden zoals Raimu, Michel Simon, Arletty, Annabella en Edwige Feuillère.  
Zo pakte hij de verfilming van een roman van Alphonse Daudet aan: de komedie Tartarin de Tarascon (1934). Marcel Pagnol kreeg de opdracht een scenario af te leveren dat geschreven was op het lijf van zijn goede vriend Raimu, die de titelrol speelde.
Vermeldenswaardig waren ook twee door Edwige Feuillère gedragen komedies: de tragikomedie Marthe Richard, au service de la France (1937), een geromantiseerde versie van een episode uit het leven van de Franse Eerste Wereldoorlogdubbelagente Marthe Richard die in de persoon van Erich von Stroheim aanpapt met de vijand, en de misdaadkomedie J'étais une aventurière (1938). Ook het drama Les Otages (1939), waarin een Frans dorp, met Charpin als een bemiddelende en opofferingsbereide burgemeester, dreigt uitgeroeid te worden als vergeldingsactie, had de Eerste Wereldoorlog als achtergrond.

### Tanende ster na de Tweede Wereldoorlog
Tijdens de Bezetting moest Bernard noodgedwongen zijn filmcarrière onderbreken om zich te verstoppen omwille van zijn joodse afkomst. Het was dan ook niet toevallig dat het drama Un ami viendra ce soir (1946) de eerste film was die hij draaide na de Tweede Wereldoorlog. In dit drama verstopt een joodse vrouw zich in een instelling voor zenuwlijders tussen de patiënten om aan deportatie te ontsnappen.
Na de Tweede Wereldoorlog vond Bernard echter nooit meer zijn elan van voor de oorlog terug. Hij verfilmde nog een zevental commerciële onderwerpen op bestelling. Ondanks vrouwelijke steractrices als Edwige Feuillère, Viviane Romance, Danielle Darrieux of Micheline Presle haalden die films noch het niveau van Bernards vooroorlogse films noch enige bijval. 

### Medewerkers
Bernard verzekerde zich meermaals van de acteerkunst van Edwige Feuillère (5 films), Danielle Darrieux (2), Charles Dullin (4), Pierre Blanchar (3), Charles Vanel (3), Michel Simon (3), de avantgardistische toneelpersoonlijkheid Antonin Artaud (3) en Fernand Charpin (2). Ook Arletty, Annabella, Viviane Romance, Micheline Presle, Raimu en Harry Baur droegen bij tot zijn oeuvre. 
Bernard schreef regelmatig zelf mee aan zijn scenario's. Hij had zijn bij momenten literair getint oeuvre (verfilmingen van werk van Victor Hugo, Alphonse Daudet, François Coppée, Tristan Bernard, Roland Dorgelès, ...) ook aan enkele schrijvers te danken: naast zijn vader schreven ook Marcel Pagnol, Jean Anouilh en Antoine de Saint-Exupéry (zijn scenario voor Anne-Marie (1936) was zijn enige bijdrage aan de filmkunst) scenario's voor hem.
Ook voor de filmmuziek omringde Bernard zich met talentrijke personen: componisten zoals Arthur Honegger, Darius Milhaud, Henri Rabaud, Georges Auric, Jacques Ibert en Joseph Kosma.
Bernard zette in 1958 een punt achter zijn filmactiviteiten. Hij overleed in 1977 op 86-jarige leeftijd.

## Filmografie
- 1917 - Le Ravin sans fond
- 1918 - Le Traitement du hoquet
- 1918 - Le Gentilhomme commerçant
- 1919 - Le Petit Café
- 1920 - Le Secret de Rosette Lambert
- 1921 - La Maison vide
- 1922 - Triplepatte
- 1923 - L'Homme inusable
- 1923 - Grandeur et décadence
- 1923 - Le Costaud des Épinettes
- 1924 - Le Miracle des loups
- 1927 - Le Joueur d'échecs
- 1930 - Tarakanova
- 1931 - Faubourg Montmartre
- 1932 - Les Croix de bois
- 1934 - Les Misérables
- 1934 - Tartarin de Tarascon
- 1935 - Amants et Voleurs
- 1936 - Anne-Marie
- 1937 - Le Coupable
- 1937 - Marthe Richard, au service de la France
- 1938 - J'étais une aventurière
- 1939 - Les Otages
- 1940 - Cavalcade d'amour
- 1946 - Adieu chérie
- 1946 - Un ami viendra ce soir
- 1949 - Maya
- 1951 - Le Cap de l'Espérance
- 1952 - Le Jugement de Dieu
- 1953 - La Dame aux camélias
- 1953 - La Belle de Cadix
- 1955 - Les Fruits de l'été
- 1957 - Le Septième Commandement
- 1958 - Le Septième Ciel

- Bibsys: 99071177
- Biblioteca Nacional de España: XX4670193
- Bibliothèque nationale de France: cb121155441 (data)
- Catàleg d'autoritats de noms i títols de Catalunya: 981058515409706706
- Gemeinsame Normdatei: 1028305923
- International Standard Name Identifier: 0000 0001 1567 5287
- Library of Congress Control Number: n85112670
- Base Léonore: 19800035/1439/66537
- Nationale Bibliotheek van Tsjechië: xx0165809
- Nederlandse Thesaurus van Auteursnamen: 070922330
- Réseau des bibliothèques de Suisse occidentale: 02-A012336025
- Istituto Centrale per il Catalogo Unico: LO1V360552
- SNAC: w60h7fdd
- Système universitaire de documentation: 029553741
- Virtual International Authority File: 39409116
- WorldCat: E39PBJxRFTrg4D3WpMTRMgYwYP